# Brahman jezici
Brahman jezici, naziv za nekadašnju skupinu jezika koja je činila dio skupine adalbert range iz Papue Nove Gvineje, velika transnovogvinejska porodica. u nju su bila klasificirana 4 jezika, to su: 
- a. biyom [bpm], danas, madang, rai coast, biyom-tauya. 380 (Wurm and Hattori 1981).
- b. faita [faj], danas, Madang, South Adelbert Range (Josephstaal-Wanang), josephstaal, Faita. 50 (2000 S. Wurm).
- c. isabi [isa], danas kainantu-goroka, gorokan, Isabi. 280 (Wurm and Hattori 1981).
- d. tauya [tya], danas, madang, rai coast, biyom-tauya. 350 (Wurm and Hattori 1981)

## Vanjske poveznice
- Ethnologue (14th)
- Ethnologue (15th)